# Přebor Karlovarského kraje 2003/2004
Přebor Karlovarského kraje (jednu ze skupin 5. nejvyšší fotbalové soutěže) hrálo v sezóně 2003/2004 16 klubů. Vítězem a postupujícím se stalo mužstvo TJ Rozvoj Trstěnice. Sestoupily poslední tři týmy TJ Sokol Útvina, FK Skalná a TJ Olympie Hroznětín.

## Systém soutěže
Kluby se střetly v soutěži každý s každým dvoukolovým systémem podzim–jaro, hrály tedy 30 kol.

## Výsledná tabulka
| Poř. | Tým                               | Z  | V  | R  | P  | VG  | OG | B  |
| ---- | --------------------------------- | -- | -- | -- | -- | --- | -- | -- |
| 1.   | TJ Rozvoj Trstěnice               | 30 | 25 | 3  | 2  | 117 | 34 | 78 |
| 2.   | SK Buldoci Karlovy Vary-Dvory „B“ | 30 | 18 | 7  | 5  | 58  | 37 | 61 |
| 3.   | FK Baník Sokolov                  | 30 | 17 | 6  | 7  | 76  | 45 | 57 |
| 4.   | TJ Jiskra Aš                      | 30 | 16 | 6  | 8  | 72  | 43 | 54 |
| 5.   | SK Toužim                         | 30 | 17 | 8  | 7  | 76  | 42 | 53 |
| 6.   | FK Ostrov                         | 30 | 16 | 5  | 9  | 63  | 63 | 53 |
| 7.   | TJ DDM Stará Role                 | 30 | 12 | 6  | 12 | 61  | 53 | 42 |
| 8.   | TJ Lokomotiva Karlovy Vary        | 30 | 12 | 6  | 12 | 47  | 53 | 42 |
| 9.   | SK Dolní Rychnov                  | 30 | 11 | 5  | 14 | 48  | 60 | 38 |
| 10.  | TJ Sokol Drmoul (N)               | 30 | 8  | 10 | 12 | 37  | 51 | 34 |
| 11.  | FC Cheb                           | 30 | 9  | 6  | 15 | 45  | 63 | 33 |
| 12.  | TJ Spartak Chodov                 | 30 | 8  | 6  | 16 | 47  | 64 | 30 |
| 13.  | FC Františkovy Lázně              | 30 | 8  | 3  | 19 | 51  | 80 | 27 |
| 14.  | TJ Sokol Útvina (N)               | 30 | 7  | 6  | 17 | 47  | 90 | 27 |
| 15.  | FK Skalná (N)                     | 30 | 6  | 5  | 19 | 38  | 73 | 23 |
| 16.  | TJ Olympie Hroznětín              | 30 | 5  | 6  | 19 | 29  | 61 | 21 |

Poznámky:
- Z = Odehrané zápasy; V = Vítězství; R = Remízy; P = Prohry; VG = Vstřelené góly; OG = Obdržené góly; B = Body; (S) = Mužstvo sestoupivší z vyšší soutěže; (N) = Mužstvo postoupivší z nižší soutěže (nováček)

|  | Postup do příslušné Divize (A, B nebo C) |
|  | Sestup do příslušné I. A třídy           |